# ユリアン・ポラースベック
ユリアン・ポラースベック（Julian Pollersbeck、1994年8月16日 - ）は、ドイツ・バイエルン州アルトエッティング出身のプロサッカー選手。1.FCマクデブルク所属。ポジションは、ゴールキーパー。

## 経歴

### クラブ
地元クラブを経て、2010年に3.リーガに所属するSVヴァッカー・ブルクハウゼンに加入。2011-12シーズンより6部リーグに所属するリザーブチームに昇格。翌シーズンからは何度かトップチームの試合でベンチ入りしたが、結局出番はなかった。
2014-15シーズンより2.ブンデスリーガの1.FCカイザースラウテルンに加入し、2014年11月にプロ契約を結んだ。2016年9月11日のSVザントハウゼン戦で、正GKがレッドカードで退場となった後に急遽途中出場し、プロデビューを果たした。
2017-18シーズンよりブンデスリーガのハンブルガーSVに移籍し、2021年6月30日までの4年契約を結んだ。
2020年9月18日、オリンピック・リヨンと4年契約を結んだ。移籍金は25万ユーロで、活躍次第で30万ユーロまで上昇する。
2023年6月15日、1.FCマクデブルクに移籍した。

### 代表
U-21ドイツ代表歴がある。

## タイトル
U-21ドイツ代表
- UEFA U-21欧州選手権: 2017[5]

個人
- UEFA U-21欧州選手権大会ベストイレブン: 2017